# Ovidiu Stîngă
Ovidiu Stîngă (* 5. Dezember 1972 in Craiova) ist ein ehemaliger rumänischer Fußballspieler und -trainer. Er bestritt insgesamt 237 Spiele in der rumänischen Divizia A, der spanischen Primera División und der niederländischen Eredivisie. Als Nationalspieler nahm er an der Weltmeisterschaft 1994, der Europameisterschaft 1996 und der Weltmeisterschaft 1998 teil.

## Karriere

### Verein
Die Karriere von Stîngă begann in seiner Heimatstadt Craiova. Im Jahr 1990 kam er in den Kader der ersten Mannschaft des FC Universitatea Craiova, wurde aber zunächst an den Lokalrivalen Jiul IELIF Craiova in die Divizia C ausgeliehen. Nach seiner Rückkehr wurde er im Laufe der Saison 1991/92 zur Stammkraft im Mittelfeld. Mit dem Pokalsieg 1993 im Finale gegen Dacia Unirea Brăila gewann er seinen ersten Titel. In der Spielzeit 1993/94 erreichte er mit zwölf Treffern seine beste Torquote, beendete die Saison auf dem zweiten Platz hinter Steaua Bukarest. Dieselbe Tabellenkonstellation ergab sich am Ende der Saison 1994/95.
Im Sommer 1995 verließ Stîngă Rumänien und wechselte zum spanischen Erstligisten UD Salamanca. Dort kam er in fast allen Spielen in der Primera División zum Einsatz und erzielte elf Tore, belegte mit seinem Klub jedoch nur den letzten Tabellenplatz und musste absteigen. Er blieb zunächst in Salamanca, ehe ihn in der Winterpause der niederländische Spitzenklub PSV Eindhoven unter Vertrag nahm. Dort kam er in den folgenden Jahren nur unregelmäßig zum Zuge. Dreimal – in den Spielzeiten 1996/97, 1999/2000 und 2000/01 – gewann er die niederländische Meisterschaft.
Nachdem er in der Saison 2000/01 nur auf einen einzigen Einsatz gekommen war, wechselte Stîngă zurück nach Rumänien zu Dinamo Bukarest. Mit dem Gewinn der Meisterschaft 2002 konnte er an frühere Erfolge anknüpfen. Im Sommer 2002 kehrte er zu Universitatea Craiova zurück. Nach Anfangsschwierigkeiten wurde er wieder zum Stammspieler. Nach zwei Jahren, in den er die Liga jeweils im vorderen Mittelfeld abschließen konnte, heuerte er bei Helmond Sport in der zweiten niederländischen Liga, der Eerste Divisie, an. Nach einem Jahr übernahm er das Amt des Spielertrainers bei Universitatea Craiova, das gerade in die Divizia B abgestiegen war. Ihm gelang der Wiederaufstieg 2006. Nach einem schlechten Start in die Saison 2006/07 mit nur einem Sieg aus neun Spielen wurde er im Oktober 2006 entlassen, womit auch seine Spielerkarriere beendet war.

### Nationalmannschaft
Stîngă bestritt insgesamt 24 Spiele für die rumänische Nationalmannschaft. Er debütierte am 31. Januar 1993 im Freundschaftsspiel gegen Ecuador im Rahmen einer Länderspielreise nach Südamerika. Er wurde in der Folgezeit nur unregelmäßig berufen und kehrte erst während der Vorbereitung auf die Weltmeisterschaft 1994 in den Vereinigten Staaten ins Team zurück. Nachdem er in allen Vorbereitungsspielen zum Einsatz gekommen war, konnte er während des Turniers keine Einsatzzeiten für sich verbuchen.
Bis auf zwei Freundschaftsspiele im Februar 1995 wurde Stîngă in den folgenden zwei Jahren nicht berücksichtigt. Erst im Vorfeld der Europameisterschaft 1996 in England kehrte er ins Team zurück. Nachdem er in den ersten beiden Gruppenspielen nur auf der Bank saß, spielte er im abschließenden Spiel gegen Spanien von Beginn an, schied mit seiner Mannschaft aber aus. Erneut wurde er zwei Jahre lang nur sporadisch nominiert. Wie bereits zuvor kehrte er just im Vorfeld eines großen Turniers in den Kreis der Nationalmannschaft zurück. Bei der Weltmeisterschaft 1998 in Frankreich kam er in den ersten beiden Gruppenspielen gegen Kolumbien und England zu Kurzeinsätzen.
Auch nach der Weltmeisterschaft wurde Stîngă nur noch selten berücksichtigt. Im abschließenden EM-Qualifikationsspiel gegen Liechtenstein am 9. Oktober 1999 kam er zu seinem letzten Einsatz.

## Erfolge

### Als Spieler
- WM-Teilnehmer: 1994 (Ersatzspieler), 1998
- EM-Teilnehmer: 1996
- Niederländischer Meister: 1997, 2000, 2001
- Niederländischer Supercup-Sieger: 1997, 1998, 2000
- Rumänischer Meister: 2002
- Rumänischer Pokalsieger: 1993

### Als Trainer
- Aufstieg in die Liga 1: 2006